# Свідок правди
«Свідок правди» — баптистський двотижневик у Торонто (Канада), виходив з 1909 до 1925 років.
Головний редактор — І. Колесников (до 1918) і М. Андров. При газеті видавалися релігійні книжечки.